# Латыпов, Абдуманон
Абдуманон Латыпов (1917 год — дата смерти неизвестна, Таджикская ССР) — звеньевой колхоза имени Ленина Пролетарского района Ленинабадской области, Таджикская ССР. Герой Социалистического Труда (1948).
Трудился рядовым колхозником, звеньевым хлопководческого звена в колхозе имени Ленина Пролетарского района, председателем которого был дважды Герой Социалистического Труда Абдугафур Саматов.
В 1947 году звено Абдуманона Латыпова собрало высокий урожай хлопка-сырца. Указом Президиума Верховного Совета СССР от 1 марта 1948 года удостоен звания Героя Социалистического Труда за «получение высокого урожая хлопка при выполнении колхозом обязательных поставок и натуроплаты за работу МТС в 1947 году и обеспеченности семенами зерновых культур для весеннего сева 1948 года» с вручением ордена Ленина и золотой медали «Серп и Молот».
Этим же указом звания Героя Социалистического Труда были удостоены труженики колхоза имени Ленина звеньевые Шамси Латыпова и Абдухамид Умаров.
Дата смерти не установлена.